# Список глав государств в 1396 году
Список глав государств в 1395 году — 1396 год — Список глав государств в 1397 году — Список глав государств по годам

## Азия
- Ак-Коюнлу — Ахмад-бек, бей (1378/1379 — 1403)
- Анатолийские бейлики —
  - Артукиды — Иса аз-Захир, эмир Мардина (1376 — 1406)
  - Зулькадар — Сули Шабан, бей (1386 — 1398)
  - Исфендиярогуллары — Исфендияр, бей (1385 — 1440)
  - Караманиды — Алаэддин Али I, бейлербей (1361 — 1398)
  - Рамазаногуллары (Рамаданиды) — Шихабеддин Ахмед, бей (1383 — 1416)
  - Эретна — Бархан ад-Дин, султан (1366 — 1398)
- Грузинское царство — Георгий VII, царь (1393 — 1407)
  - Самцхе-Саатабаго — Иване II, атабег (1395 — 1444)
- Бруней — Мухаммад Шах, султан (1368 — 1402)
- Дайвьет — Чан Тхуан Тонг, император[англ.] (1388 — 1398)
- Имеретинское царство — Константин II, царь (1396 — 1401)
- Индия —
  - Амбер (Джайпур) — Нарсингх Део, раджа[кат.] (1388 — 1413)
  - Ахом — междуцарствие (1389 — 1397)
  - Бахманийский султанат — Мухаммад-шах II, султан (1378 — 1397)
  - Бенгальский султанат — Гийас ад-дин Азам Шах, султан (1390 — 1410)
  - Бунди — Хамули, раджа (1384 — 1400)
  - Бхавнагар — Каноджи Виджоджи, раджа (1395 — 1420)
  - Венад[англ.] — Рави Варма, махараджа[англ.] (1383 — 1416)
  - Виджаянагарская империя — Харихара Райя II, махараджадхираджа (1377 — 1404)
  - Восточные Ганги[англ.] — Нарасимха Дева IV, царь[англ.] (1379 — 1424)
  - Делийский султанат — 
    - Насир ад-дин Махмуд-шах III, султан (1394 — 1413)
    - Нусрат-шах, султан (1394 — 1399)

  - Дунгарпур — Махипал Сингх I, раджа (1386 — 1398)
  - Камата — Гаджанка, махараджа (1385 — 1400)
  - Качари — Викрамадитьяпха, царь (ок. 1386 — ок. 1411)
  - Кашмир — Сикандар Бутшикан, султан (1389 — 1413)
  - Манипур — Лаиренба, раджа[англ.] (1394 — 1399)
  - Марвар (Джодхпур) — Чанда, раджа (1383 — 1424)
  - Мевар — Лакха Сингх, махарана (1382 — 1421)
  - Редди[англ.] — Кумарагири, раджа[кат.] (1386 — 1402)
  - Синд — Али Шер, джем (султан)[англ.] (1391 — 1398)
  - Сирохи — Собха, раджа (1392 — 1424)
- Индонезия —
  - Маджапахит — Викрамавардхана, раджасанагра (1389 — 1429)
  - Пасай — Зайнал Абидин I, султан (1349 — 1406)
  - Сунда — Нискала Васту Канкана, махараджа (1371 — 1475)
  - Тернате — Комала Пулу (Бесси Мухаммад Хасан), султан (1377 — 1432)
- Ирак —
  -  Джалаириды — Ахмед, султан (1382 — 1410)
- Иран —
  -  Афрасиябы[англ.] — Искандар-и Шайхи, эмир[англ.] (1393 — 1403)
  -  Падуспаниды — Эскандар III, малек (1394 — 1399)
  -  Хазараспиды — Малик Пир Ахмад, атабек (1378 — 1408)
- Йемен —
  -  Расулиды — Малик Пир Ахмад, эмир (1377 — 1400)
- Кара-Коюнлу — Кара Юсуф, бей (1388 — 1420)
- Кедах — Сулейман Шах I, султан[англ.] (1373 — 1422)
- Кипрское королевство — Яков I, король (1382 — 1398)
- Китай (Империя Мин)  — Чжу Юаньчжан, император (1368 — 1398)
- Лансанг  — Самсенетай, король (1373 — 1416)
- Лемро — Ситхабин II, царь[англ.] (1395 — 1397)
- Мальдивы — Хассан I, султан (1388 — 1398)
- Михрабаниды[англ.] — Тадж аль-Дин Шах-и Шахан, малик[англ.] (1383 — 1403)
- Монгольская империя — 
  - Золотая Орда — Тимур Кутлуг, хан (1395 — 1399)
    - Ногайская Орда — Едигей, бий (1392 — 1412)

  - Северная Юань — Нигулэсугчи-хан (Элбэг), великий хан (1392 — 1399)
- Мьянма — 
  - Ава — Сва Со Ке, царь[англ.] (1367 — 1400)
  - Хантавади — Разадарит, царь[англ.] (1384 — 1421)
- Османская империя — Баязид I, султан (1389 — 1402)
- Рюкю — 
  - Нандзан — Офусато, ван (1314 — 1398)
  - Тюдзан — Сатто, ван (1355 — 1397)
  - Хокудзан — Мин, ван (1396 — 1400)
- Сингапура[англ.] — Парамешвара, раджа[англ.] (1389 — 1398)
- Таиланд — 
  - Аютия — Рамрачатхират, король (1395 — 1409)
  - Ланнатай — Саенмуеангма, король[англ.] (1385 — 1401)
  - Сукхотаи (Сиам) — Леутхай (Таммарача II), король (1368 — 1399)
- Тибет — Гонгма Дракпа Гяльцен, типон[англ.] (1385 — 1432)
- Трапезундская империя — Мануил III, император (1390 — 1417)
- Туран (Государство Тимуридов) —  Тамерлан, великий эмир (1370 — 1405)
  - Мавераннахр — Махмуд, хан (1384 — 1402)
  - Могулистан — Хизр-Ходжа, хан  (1389 — 1399)
- Тямпа — Ко Тенг, царь (1390 — 1400)
- Филиппины — 
  - Тондо — Гамбанг, раджа (ок. 1390 — ок. 1420)
- Чосон  — Тхэджо, ван (1392 — 1398)
- Ширван — Ибрагим I, ширваншах (1382 — 1417)
- Шри-Ланка — 
  - Гампола[англ.] — Вира Баху II, царь (1391/1392 — 1397)
  - Джафна — Сеавеера Синкайярийян, царь[фр.] (1380 — 1410)
- Япония — 
  - Мотохито (император Го-Комацу), император (1392 — 1412)
  - Сёгунат Муромати — Асикага Ёсимоти, сёгун (1394 — 1423)

## Америка
- Аскапоцалько — Тесосомок, тлатоани (1343 — 1426)
- Куско — Яуар Уакак, сапа инка (1380 — 1410)
- Теночтитлан — Уитцилиуитль, Теночтитлан (1395 — 1417)
- Тескоко — Течотлалацин, тлатоани (1357 — 1409)

## Африка
- Абдальвадиды (Зайяниды) — Абу Зайян II, султан (1394 — 1399)
- Бамум — Ншаре Йен, мфон (султан)[англ.] (1394 — 1418)
- Бенинское царство — Эгбека, оба[англ.] (1366 — 1397)
- Борну — Бир III, маи[нем.] (1383 — 1415)
- Варсангали[англ.] — Сисиид, султан[англ.] (1392 — 1409)
- Вогодого — Куда, нааба (ок. 1380 — ок. 1400)
- Джолоф — Н'Диклам Сар, буур-ба[англ.] (ок. 1390 — ок. 1420)
- Египет (Мамлюкский султанат) — Баркук, султан (1382 — 1389, 1390 — 1399)
- Йифат — Саад аль-Дин II, султан (ок. 1373 — ок. 1415)
- Кано[англ.] — Канеджеджи, султан[англ.] (1390 — 1410)
- Каффа — Миньо, царь (ок. 1395 — ок. 1425)
- Килва — Хуссейн ибн Сулейман, султан (1389 — 1412)
- Мали — Маган III (Махмуд I), манса (1390 — ок. 1404)
- Мариниды — 
  - Абдул Азиз II, султан (1393 — 1396)
  - Абдуллах, султан (1396 — 1398)
- Нри[англ.] — Омалониесо, эзе[англ.] (1391 — 1464)
- Свазиленд — Нкоси I, вождь (ок. 1355 — ок. 1400)
- Хафсиды — Абд аль-Азиз II, халиф (1394 — 1434)
- Эфиопия — Давит I, император (1382 — 1413)

## Европа
- Албания —
  - Артский деспотат — Гин Буа Шпата, деспот (1374 — 1399)
  - Валонский деспотат — 
    - Ксения Комнина, деспот (1385 — 1396)
    - Мркша Жаркович, деспот (1396 — 1414)

  - Гирокастра — Гьон Зенебиши, князь (1386 — 1418)
  - Дукаджини — Тануш Дукаджини, князь (1393 — 1413)
  - Кастриоти — Гьон Кастриоти, князь (1389 — 1437)
  - Музаки — Теодор II Музаки, князь (1389 — 1417)
- Англия — Ричард II, король (1377 — 1399)
- Афинское герцогство — под управлением Венецианской республики (1395 — 1402)
- Ахейское княжество — Педро Бордо, князь (1396 — 1402)
- Болгарское царство — 
  - Иван Срацимир, царь (1395 — 1396)
  - Константин II Асень, царь (в Видине) (1396 — 1422)
- Боснийское королевство — Елена Груба, королева (1395 — 1398)
- Валахия — 
  - Влад I Узурпатор, господарь (1395 — 1396)
  - Мирча I Старый, господарь (1386 — 1395, 1396 — 1418)
- Венгрия — Сигизмунд, король (1387 — 1437)
- Видинское царство — Иван Срацимир, царь (1371 — 1396)
- Византийская империя — Мануил II Палеолог, император (1391 — 1425)
- Дания — 
  - Маргрете I, королева (1387 — 1412)
  - Эрик Померанский, король (1396 — 1439)
- Ирландия —
  - Десмонд — Тадг на Майнистрех Маккарти, король (1390 — 1428)
  - Коннахт — Тойрдхелбнах Ог Донн О Конхобар, король (1384 — 1406)
  - Тир Эогайн — Ниалл Мор мак Реамайр, король (1364 — 1397)
  - Томонд — Бриан Стремах O’Брайен, король (1369 — 1400)
- Испания —
  - Ампурьяс — Хуан I, граф (1364 — 1386, 1387 — 1398)
  - Арагон — 
    - Хуан I Охотник, король (1387 — 1396)
    - Мартин I Гуманный, король (1396 — 1410)

  - Гранадский эмират — Мухаммад VII аль-Мустаин, эмир (1392 — 1408)
  - Кастилия и Леон — Энрике III, король (1390 — 1406)
  - Наварра — Карл III Благородный, король (1387 — 1425)
  - Пальярс Верхний — Уго Роже II, граф (1369 — 1416)
  - Прованс — Людовик II Анжуйский, граф (1384 — 1417)
  - Урхель — Педро II, граф (1347 — 1408)
- Италия —
  - Венецианская республика — Антонио Веньер, дож (1382 — 1400)
  - Генуэзская республика — 
    - Антониотто Адорно, дож (1378, 1384 — 1390, 1391 — 1392, 1394 — 1396)
    - оккупирована Францией (1396 — 1413)

  - Мантуя — Франческо I Гонзага, народный капитан и сеньор (1382 — 1407)
  - Милан — Джан Галеаццо Висконти, герцог (1395 — 1402)
  - Монферрат — Теодоро II, маркграф (1381 — 1418)
  - Салуццо — 
    - Фредерико II, маркграф (1357 — 1396)
    - Томмазо III, маркграф (1396 — 1416)

  - Неаполитанское королевство — Владислав, король (1386 — 1414)
  - Сицилийское королевство — Мария, королева (1377 — 1401)
  - Феррара и Модена — Никколо III д’Эсте, маркиз (1393 — 1441)
  - Флорентийская республика — Мазо Альбицци, глава правительства (1382 — 1417)
- Литовское княжество — Витовт, великий князь (1392 — 1430)
  -  Киевское княжество — Скиргайло Ольгердович, князь (1395 — 1397)
  -  Мстиславское княжество — Лугвений Ольгердович, князь (1392 — 1431)
- Молдавское княжество — Стефан I Мушат, господарь (1394 — 1399)
- Мэн — Уильям III ле Скруп, король (1393 — 1399)
- Наксосское герцогство — Франческо I Криспо, герцог (1383 — 1397)
- Норвегия — 
  - Маргарита I Датская, королева (1387 — 1412)
  - Эрик Померанский, король (1389 — 1442)
- Островов королевство — Дональд Макдональд, король Островов и Кинтайра (1386 — 1423)
- Папская область — 
  - Бонифаций IX, папа римский (1389 — 1404)
  - Бенедикт XIII, антипапа (1394 — 1423)
- Польша — 
  - Ядвига, королева (1384 — 1399)
  - Владислав II Ягелло, король (1386 — 1434)
  - Мазовецкое княжество — 
    - Варшавское княжество — Януш Мазовецкий, князь[англ.] (1373/1374 — 1429)
    - Равское княжество — Земовит IV Плоцкий, князь[пол.] (1373/1374 — 1426)
- Португалия — Жуан I Добрый, король (1385 — 1433)
- Русские княжества — 
  -  Великое княжество Московское — Василий I Дмитриевич, великий князь (1389 — 1425)
    -  Галич-Мерское княжество — Юрий Дмитриевич, князь (1389 — 1433)
    -  Дмитровское княжество — Пётр Дмитриевич, князь (1389 — 1428)
    -  Можайское княжество — Андрей Дмитриевич, князь (1389 — 1432)
    -  Серпуховско-Боровское княжество — Владимир Андреевич Храбрый, князь (1358 — 1410)
    -  Углицкое княжество — Пётр Дмитриевич, князь (1389 — 1405)

  -  Брянское (Черниговское) княжество — Роман Михайлович Молодой, князь (ок. 1356 — ок. 1370, ок. 1375 — ок. 1401)
  -  Новгородское княжество — Константин Иванович Белозерский, князь (1392 — 1407)
  -  Псковское княжество — Андрей Ольгердович, князь (1341 — 1348, 1377 — 1386, 1394 — 1399)
  -  Ростовское княжество — 
    - Александр Константинович, князь Ростово-Борисоглебский (1365 — 1404)
    - Андрей Федорович, князь Ростово-Усретинский (1331 — 1360, 1364 — 1409)

  -  Рязанское княжество — Олег Иванович, князь (1350 — 1371, 1372 — 1402)
  -  Смоленское княжество — Роман Михайлович Молодой, князь (1395 — 1401)
  -  Стародубское княжество — Фёдор Андреевич, князь (ок. 1380 — ок. 1425)
  -  Тверское княжество — Михаил Александрович, великий князь (1382 — 1399)
    -  Холмское княжество — Иван Всеволодович, князь (1364 — 1402)

  -  Ярославское княжество — Иван Васильевич Большой, князь (ок. 1380 — ок. 1426)
- Священная Римская империя — Венцель, король Германии (1378 — 1400)
  - Австрия — 
    - Верхняя Австрия — 
      - Вильгельм, герцог (1386 — 1396)
      - Леопольд IV, герцог (1386 — 1396)

    - Внутренняя Австрия — Вильгельм, герцог (1396 — 1406)
    - Нижняя Австрия — 
      - Альбрехт III, герцог (1379 — 1395)
      - Альбрехт IV, герцог (1395 — 1404)

    - Передняя Австрия и Тироль — Леопольд IV, герцог (1396 — 1406)

  - Ангальт — 
    - Ангальт-Бернбург — Отто III, князь (1374 — 1404)
    - Ангальт-Дессау — Сигизмунд I, князь (1396 — 1405)
    - Ангальт-Кётен — Альберт IV, князь (1396 — 1423)
    - Ангальт-Цербст — 
      - Сигизмунд I, князькнязь (1382 — 1396)
      - Альберт IV, князькнязь (1382 — 1396)

  - Бавария — 
    - Бавария-Ингольштадт — Стефан III, герцог (1392 — 1413)
    - Бавария-Ландсхут — Генрих XVI, герцог (1393 — 1450)
    - Бавария-Мюнхен — 
      - Иоганн II, герцог (1392 — 1397)
      - Стефан III, герцог (1395 — 1402)

    - Бавария-Штраубинг — Альбрехт, герцог (1353 — 1404)

  - Баден — Бернхард I, маркграф (1372 — 1431)
    - Баден-Хахберг — 
      - Иоганн, маркграф (1386 — 1409)
      - Хессо, маркграф (1386 — 1410)

  - Бар — Роберт I, герцог (1354 — 1411)
  - Берг — Вильгельм I, герцог (1380 — 1408)
  - Брабант и Лимбург — Жанна, герцогиня (1355 — 1406)
  - Бранденбург — Йост, курфюрст (1388 — 1411)
  - Брауншвейг — 
    - Брауншвейг-Вольфенбюттель — Фридрих I, герцог (1373 — 1400)
    - Брауншвейг-Гёттинген[англ.] — Отто II, герцог[нем.] (1394 — 1463)
    - Брауншвейг-Грубенхаген — Эрик I, герцог (ок. 1383 — 1427)
    - Брауншвейг-Люнебург — 
      - Бернхард I, герцог (1388 — 1409, 1428 — 1434)
      - Генрих I Мягкий, герцог (1388 — 1416)

  - Вальдек — Генрих VI, граф (1369 — 1397)
  - Вюртемберг — Эберхард III, граф (1392 — 1417)
  - Гелдерн — Вильгельм I, герцог (1379 — 1402)
  - Гессен — Герман II, ландграф (1376 — 1413)
  - Голландия — Альбрехт I Баварский, граф (1388 — 1404)
  - Гольштейн — 
    - Гольштейн-Пиннеберг — Оттон I, граф (1370 — 1404)
    - Гольштейн-Рендсбург[англ.] — 
      - Николас, граф (1340 — 1397)
      - Герхард VI, граф (1384 — 1404)
      - Альбрехт II, граф (1384 — 1397)

  - Кёльнское курфюршество — Фридрих фон Саарверден, курфюрст (1370 — 1414)
  - Клеве — Адольф II, граф (1394 — 1417)
  - Лотарингия — Карл II, герцог (1390 — 1431)
  - Люксембург — Йост, герцог (1388 — 1411)
  - Майнцское курфюршество — 
    - Конрад II фон Вайнсберг, курфюрст (1390 — 1396)
    - Готфрид фон Лейнинген, курфюрст (1396 — 1397)

  - Марк — Дитрих, граф (1393 — 1398)
  - Мейсенская марка — Вильгельм I Одноглазый, маркграф (1382 — 1407)
  - Мекленбург — 
    - Альбрехт III, герцог (1384 — 1412)
    - Иоганн IV, герцог (1384 — 1422)
    - Верле-Варен — 
      - Николай V, князь (ок. 1395 — 1408)
      - Кристофер, князь (ок. 1395 — 1425)

    - Верле-Гюстров — 
      - Бальтазар, князь (1393 — 1421)
      - Иоганн VII, князь (1395 — 1414)

  - Монбельяр — Этьен де Монфуко, граф (1367 — 1397)
  - Намюр — Гильом II, маркграф (1391 — 1418)
  - Нассау — 
    - Нассау-Байлштайн[нем.] — 
      - Генрих II, граф (1388 — 1410)
      - Рейнхард, граф (1388 — 1412)

    - Нассау-Вейльбург — Филипп I, граф (1371 — 1429)
    - Нассау-Висбаден-Идштейн[нем.] — Адольф II, граф (1393 — 1426)
    -  Нассау-Дилленбург[англ.] — Иоганн I, граф (1351 — 1416)
    - Нассау-Саарбрюккен — Филипп I, граф (1381 — 1429)

  - Ольденбург — 
    - Конрад II, граф (1347 — 1401)
    - Кристиан V, граф (1368 — 1398)

  - Померания — 
    - Померания-Барт — Вартислав VIII, герцог (1394 — 1415)
    - Померания-Вольгаст — Барним VI, герцог (1394 — 1405)
    - Померания-Слупск — 
      - Эрик I, герцог (1394/1395 — 1397, 1449 — 1459)
      - Богуслав VIII, герцог (1394/1395 — 1418)
      - Барним V, герцог (1394/1395 — 1405)

    - Померания-Щецин — 
      - Святобор I, герцог (1372 — 1413)
      - Богуслав VII, герцог (1372 — 1404/1405)

  - Пфальц — Рупрехт II, курфюрст (1390 — 1398)
  - Савойя — Амадей VIII Миролюбивый, граф (1391 — 1416)
  - Саксония — 
    - Саксен-Виттенберг — Рудольф III, курфюрст (1388 — 1419)
    - Саксен-Бергедорф-Мёльн — Эрих III, герцог (1370 — 1401)
    - Саксен-Ратцебург-Лауэнбург — Эрих IV, герцог (1368 — 1412)

  - Трирское курфюршество — Вернер фон Фалькенштайн, курфюрст (1388 — 1417)
  - Тюрингия — Балтазар, ландграф (1349 — 1406)
  - Хахберг-Заузенберг — Рудольф III, маркграф (1352 — 1428)
  - Чехия — Вацлав IV, король (1378 — 1419)
    - Моравская марка — 
      - Йост, макграф (1375 — 1411)
      - Прокоп, маркграф (1375 — 1405)

    - Силезские княжества —
      - Бжегское княжество — Людвик Бжегский, князь (1358 — 1398)
      - Бытомское княжество — 
        - Пшемыслав I Носак, князь (1358 — 1405)
        - Конрад II Серый, князь (1366 — 1403)

      - Глогувское княжество — Генрих VIII Воробей, князь (1369 — 1378, 1395 — 1397)
      - Зембицкое княжество — Болеслав III Зембицкий, князь (1358 — 1410)
      - Легницкое княжество — 
        - Рупрехт I Легницкий, князь (1364 — 1409)
        - Вацлав II Легницкий, князь (1364 — 1419)
        - Генрих VIII Легницкий, князь (1364 — 1398)

      - Немодлинско-Стрелецкое княжество — 
        - Болко IV Опольский, князь (1382 — 1400)
        - Бернард Немодлинский, князь (1382 — 1450)

      - Олесницкое княжество — Конрад II Серый, князь (1366 — 1403)
      - Опавское княжество — Пржемысл I Опавский, князь (1377 — 1433)
      - Опольское княжество — 
        - Владислав Опольчик, князь (1356 — 1401)
        - Болко IV Опольский, князь (1396 — 1437)
        - Бернард Немодлинский, князь (1396 — 1400)

      - Освенцимское княжество — Ян III Освенцимский, князь (1376 — 1405)
      - Ратиборско-крновское княжество — Ян II Железный, князь (1380/1382 — 1424)
      - Саганское (Жаганьское) княжество — Ядвига Легницкая, княгиня (1393 — 1403)
      - Сцинавское княжество — Генрих VIII Воробей, князь[пол.] (1369 — 1378, 1395 — 1397)
      - Тешинское (Цешинское) княжество — Пшемыслав I Носак, князь (1358 — 1410)

  - Шлезвиг — Герхард VI, герцог[англ.] (1386 — 1404)
  - Эно (Геннегау) — Альбрехт Баварский, граф (1388 — 1404)
  - Юлих — Вильгельм III Гелдернский, герцог (1393 — 1402)
- Сербия — 
  - Вукова земля — 
    - Вук Бранкович, князь (1371 — 1396)
    - Георгий Бранкович, князь (1396 — 1412)

  - Зета — Георгий II Балшич, господарь (1385 — 1403)
  - Моравская Сербия — Стефан Лазаревич, князь (1389 — 1402)
- Тевтонский орден — Конрад фон Юнгинен, великий магистр (1393 — 1407)
  - Ливонский орден — Веннемар фон Брюггеноэ, ландмейстер (1389 — 1401)
- Франция — Карл VI Безумный, король (1380 — 1422)
  - Арманьяк — Бернар VII, граф (1391 — 1418)
  - Блуа — Ги II де Шатильон, граф (1381 — 1397)
  - Бретань — Жан V де Монфор, герцог (1345 — 1399)
  - Бургундия (герцогство) — Филипп II Смелый, герцог (1363 — 1404)
  - Овернь и Булонь — Жан II, граф (1386 — 1404)
  - Фландрия — Маргарита III, графиня (1384 — 1405)
  - Фуа — Матье, граф (1391 — 1398)
- Швеция — 
  - Маргарита I Датская, королева (1389 — 1412)
  - Эрик Померанский, король (1396 — 1439)
- Шотландия — Роберт III, король (1390 — 1406)
- Эпирское царство — Исав де Буондельмонти, деспот (1385 — 1411)

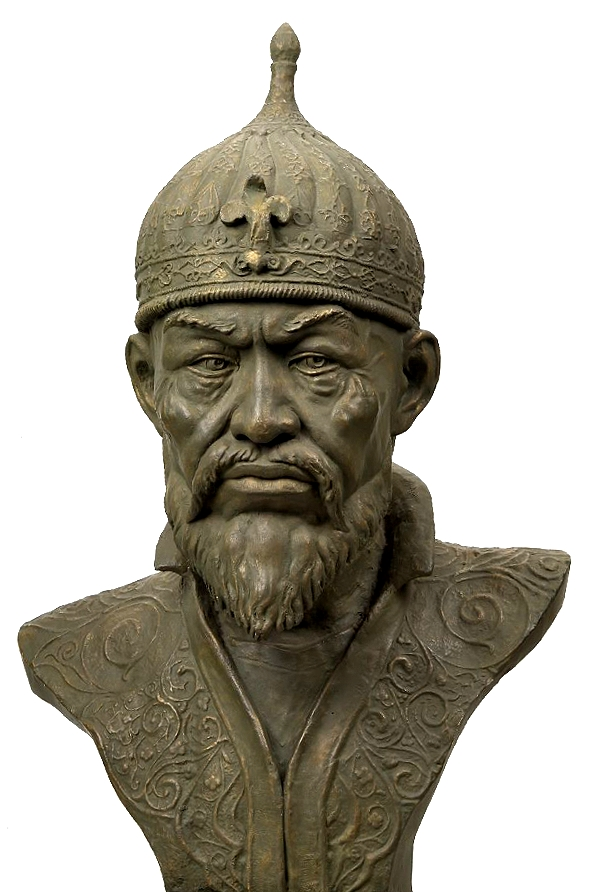
Тамерлан (Тимур) 1370-1405 Великий эмир Тимуридов
Чжу Юаньчжан 1368-1398 Император Мин
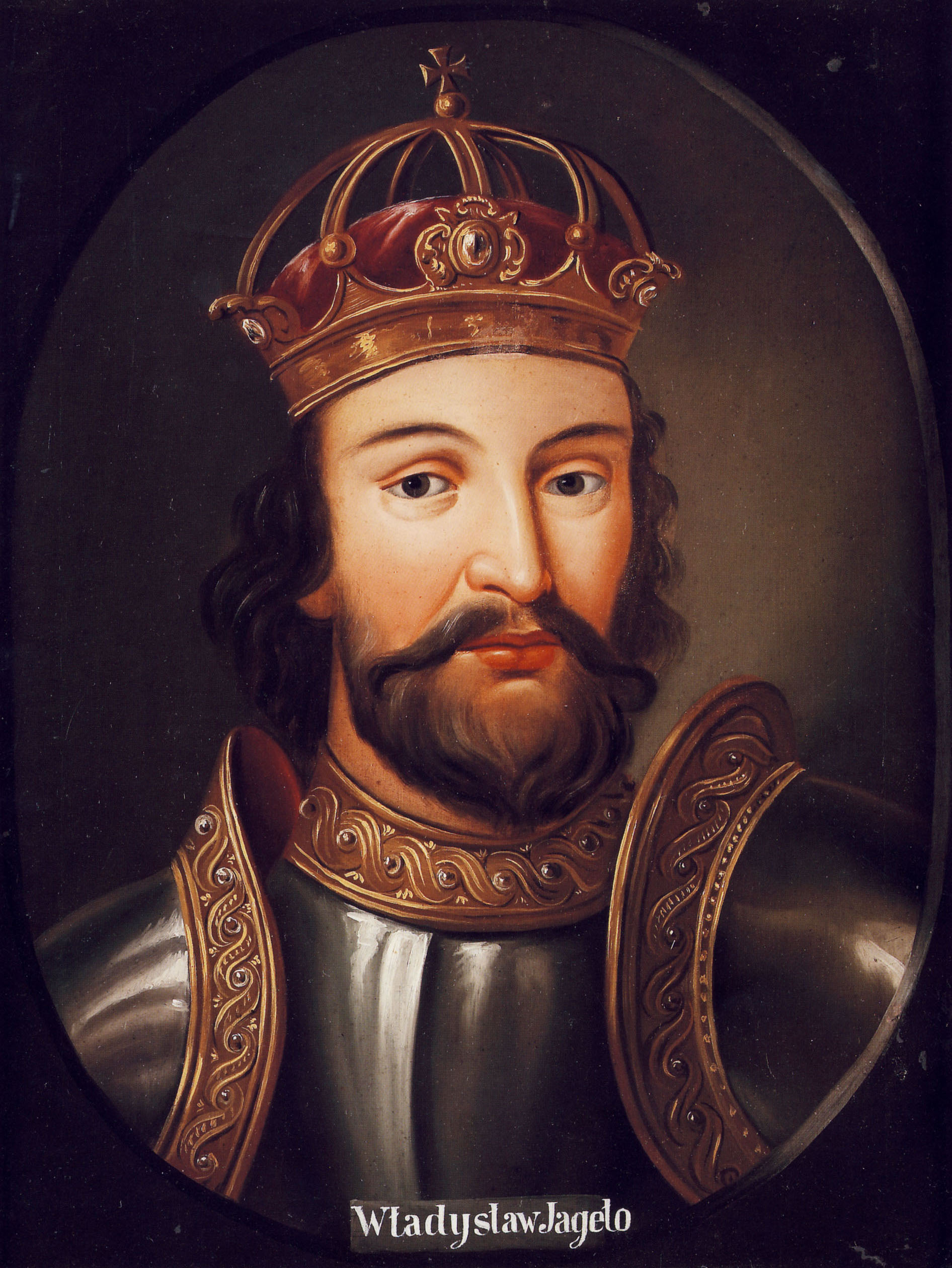
Владислав II Ягелло 1386-1434 Король Польши
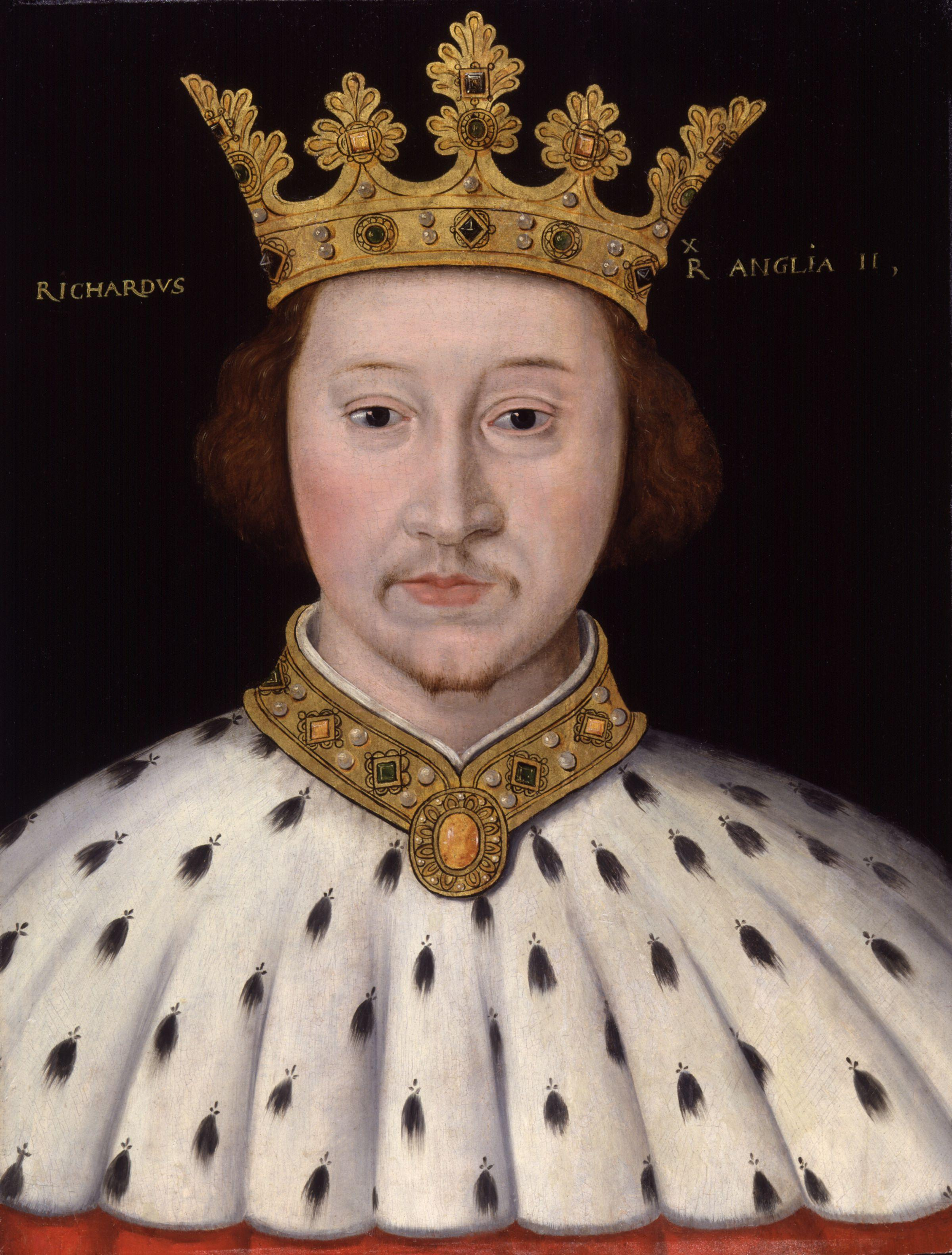
Ричард II 1377-1399 Король Англии
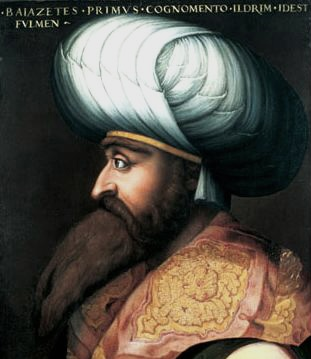
Баязид I 1389-1402 Османский султан
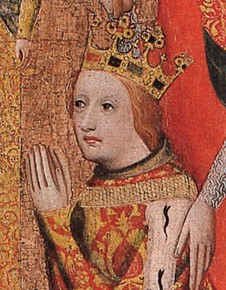
Венцель 1378-1400 Король Германии, король Чехии
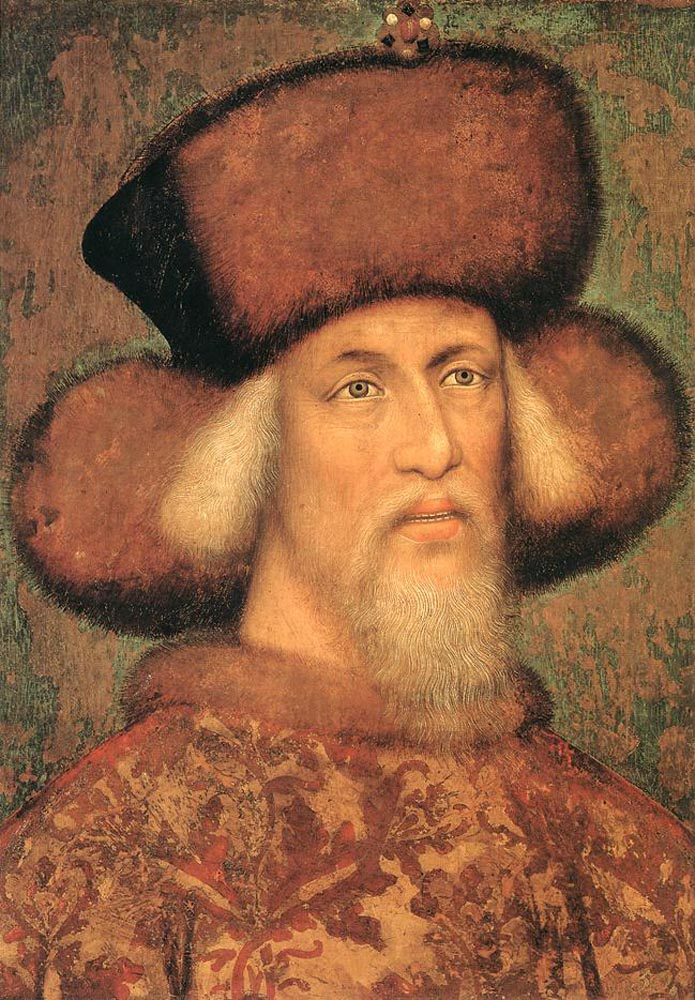
Сигизмунд 1387-1437 Король Венгрии
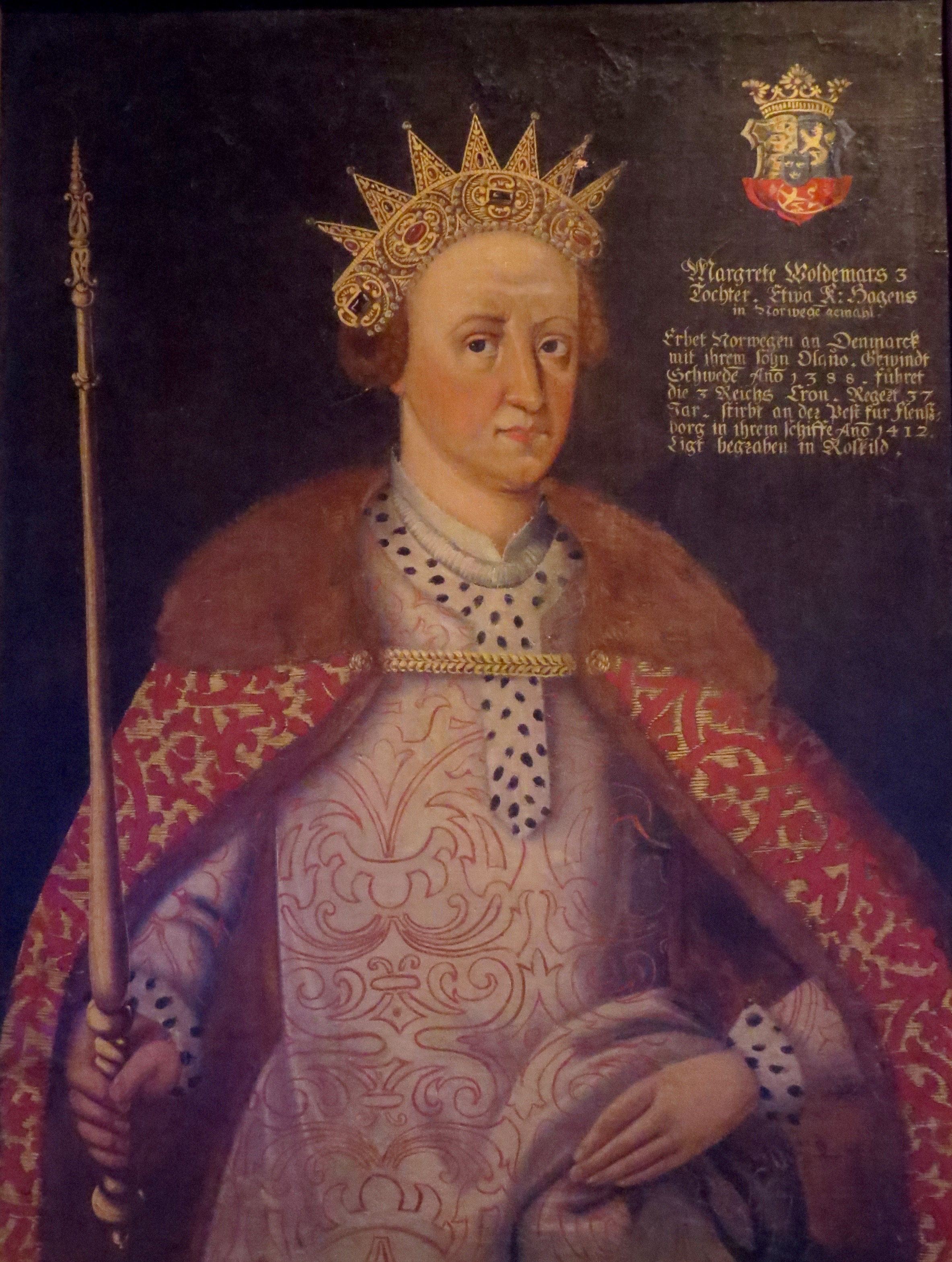
Маргарита I Датская 1387-1412 Королева Дании, Норвегии и Швеции
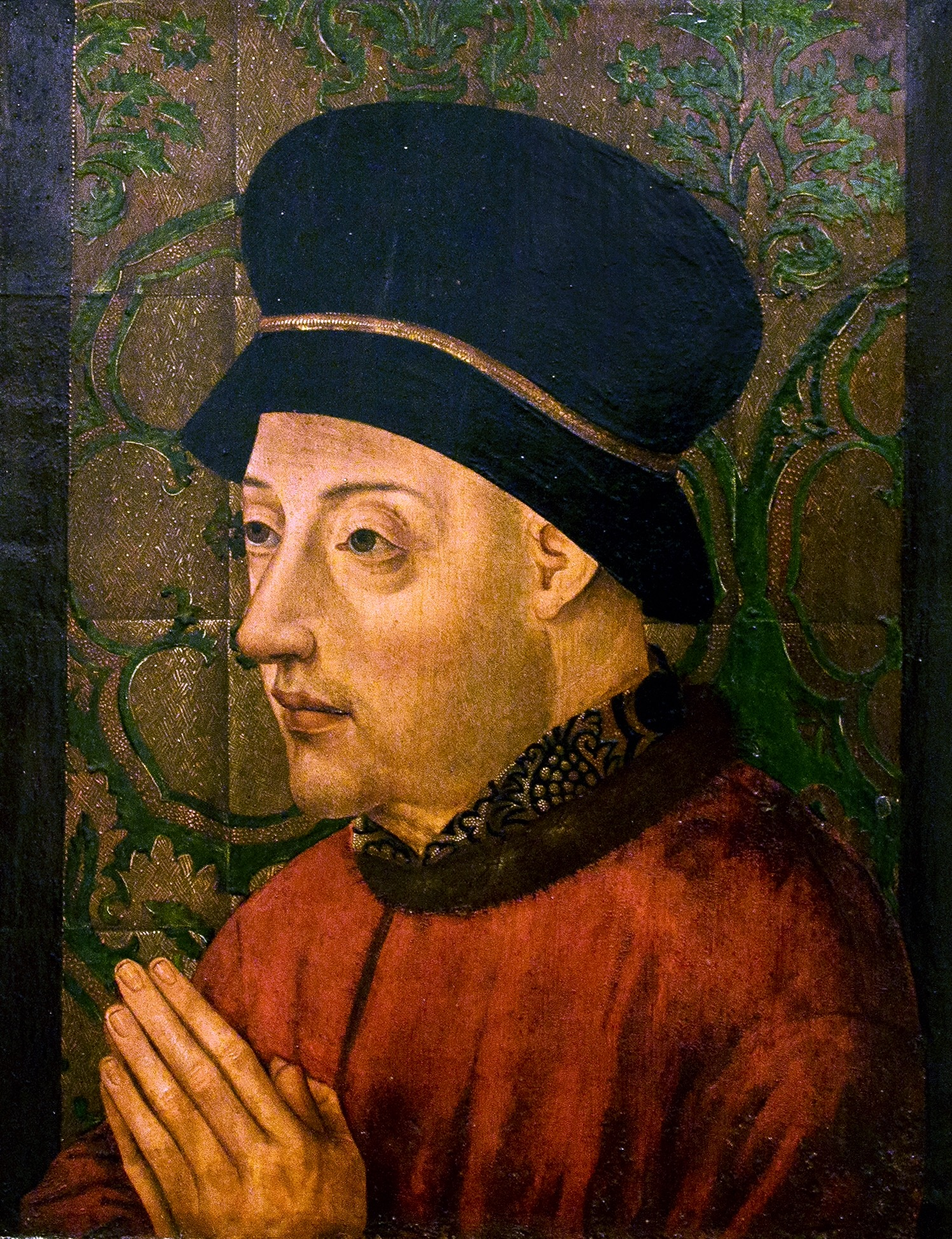
Жуан I 1385-1433 Король Португалии
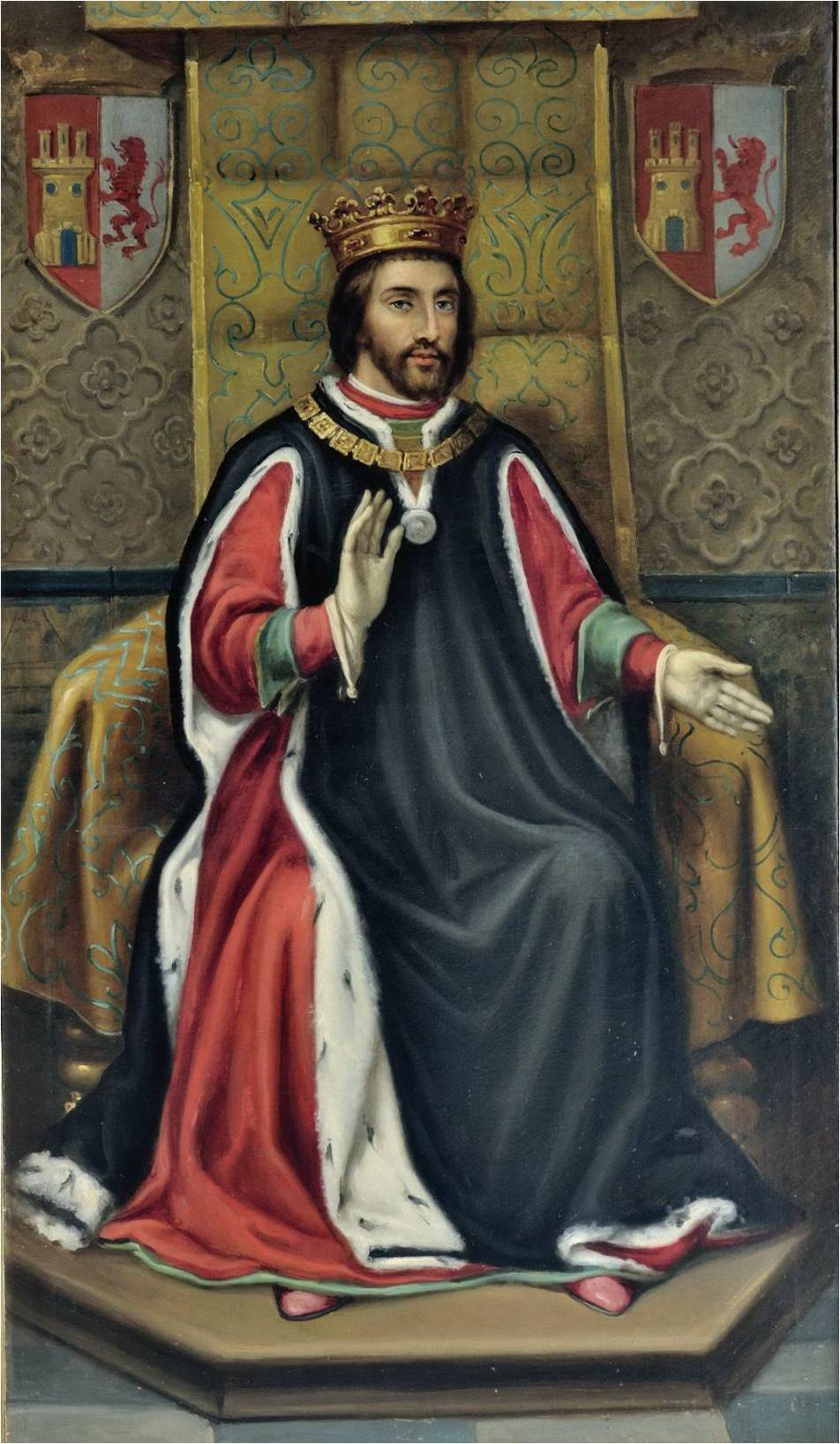
Энрике III 1390-1406 Король Кастилии и Леона
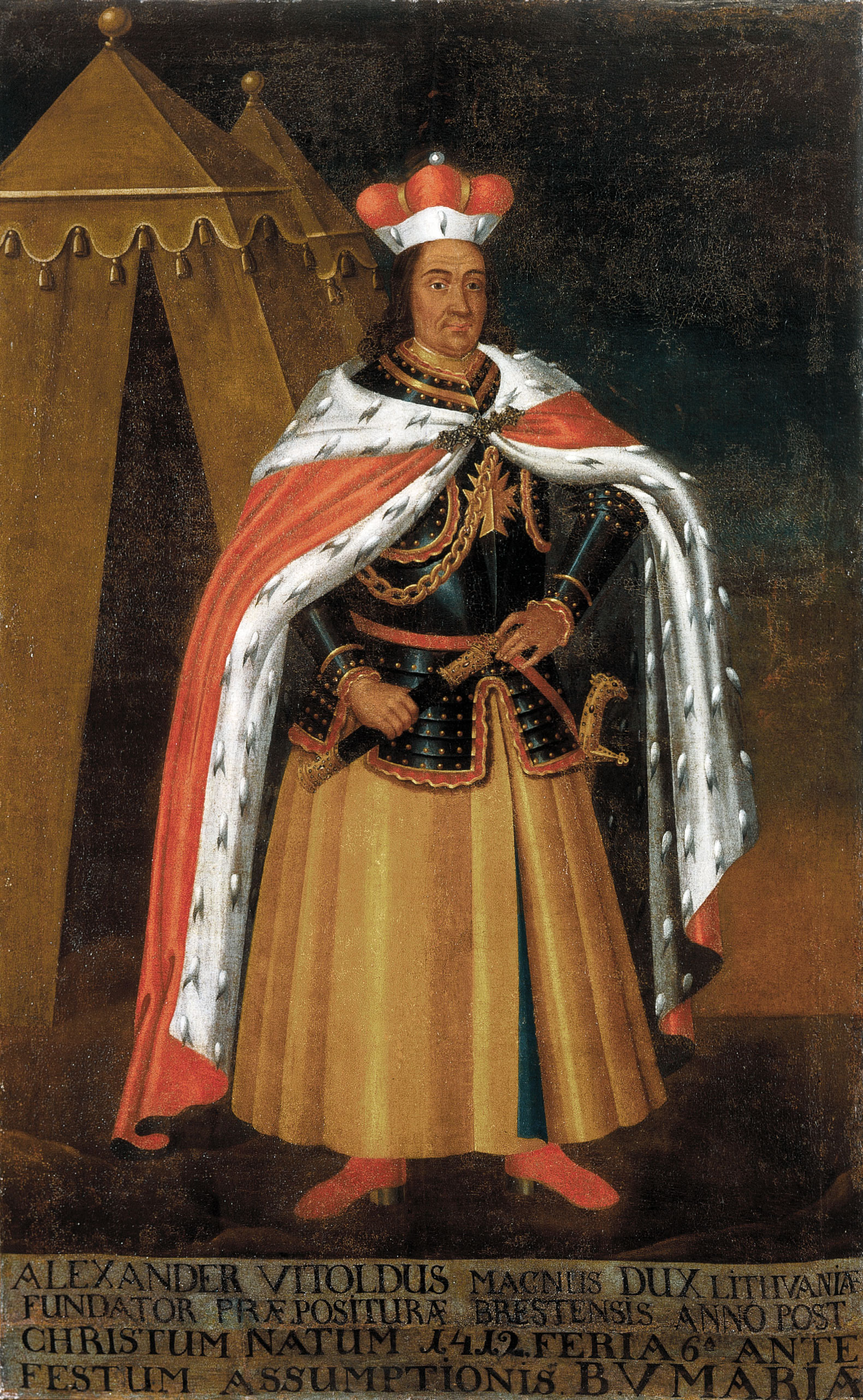
Витовт 1392-1430 Великий князь Литовский
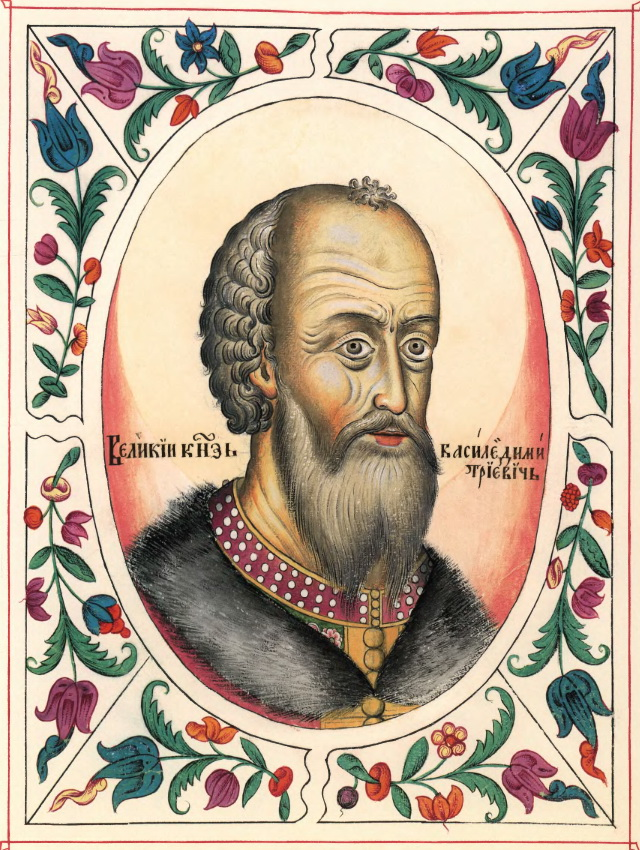
Василий I Дмитриевич 1389-1425 Великий князь Владимирский и Московский
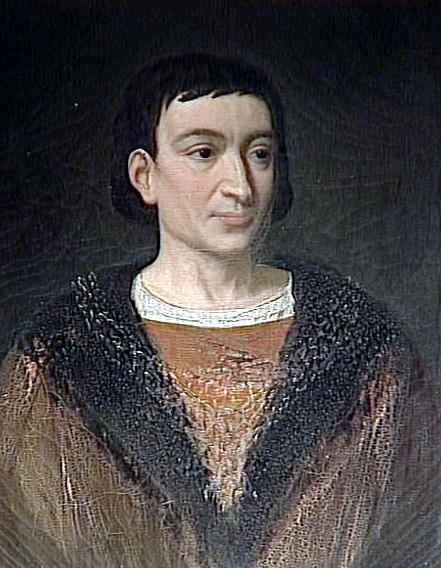
Карл VI Безумный 1380-1422 Король Франции
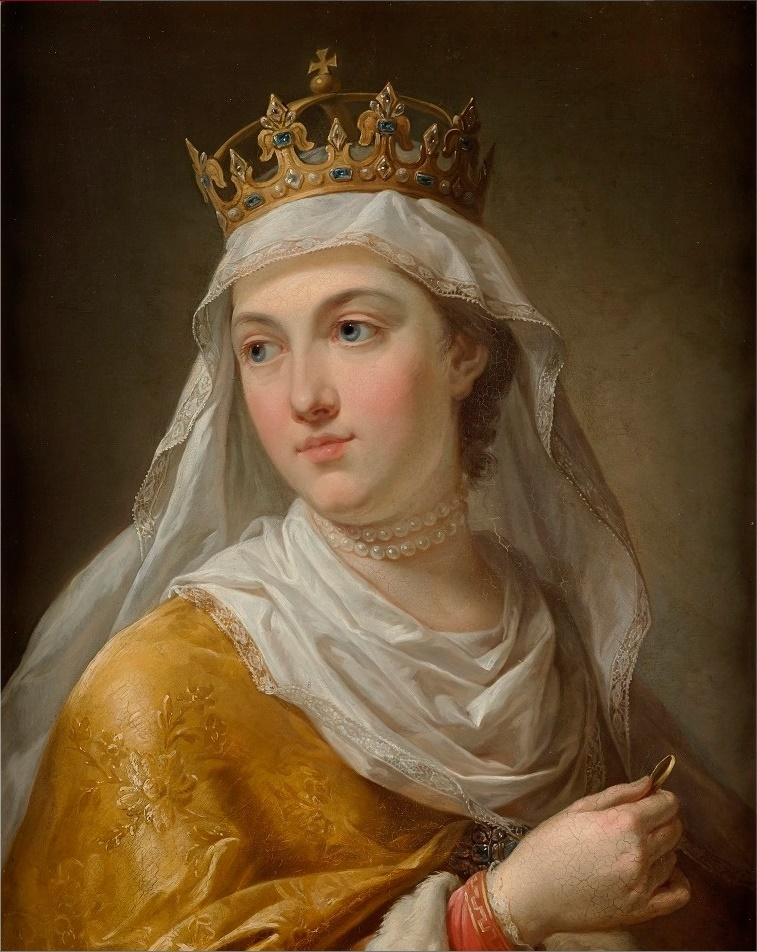
Ядвига 1383-1399 Королева Польши
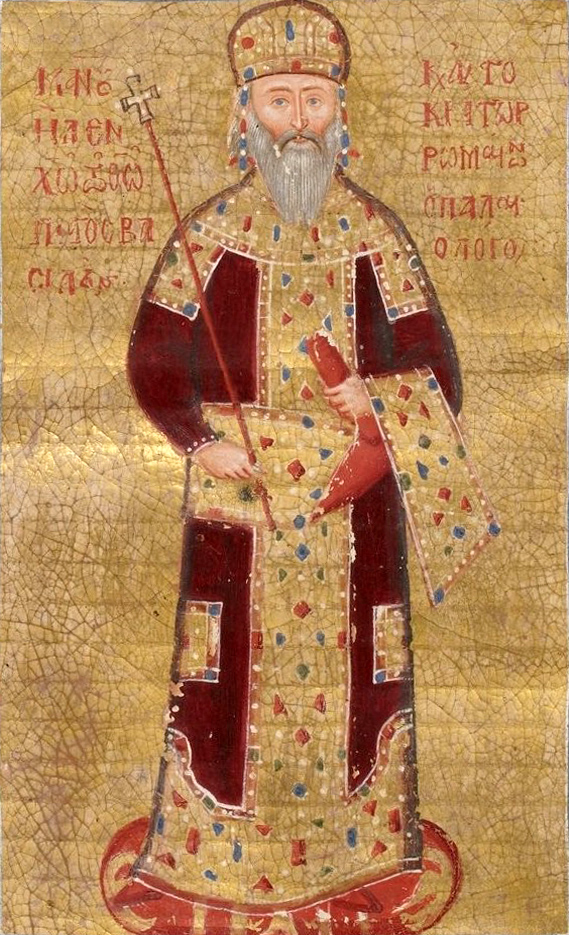
Мануил V 1391-1425 Император Византии
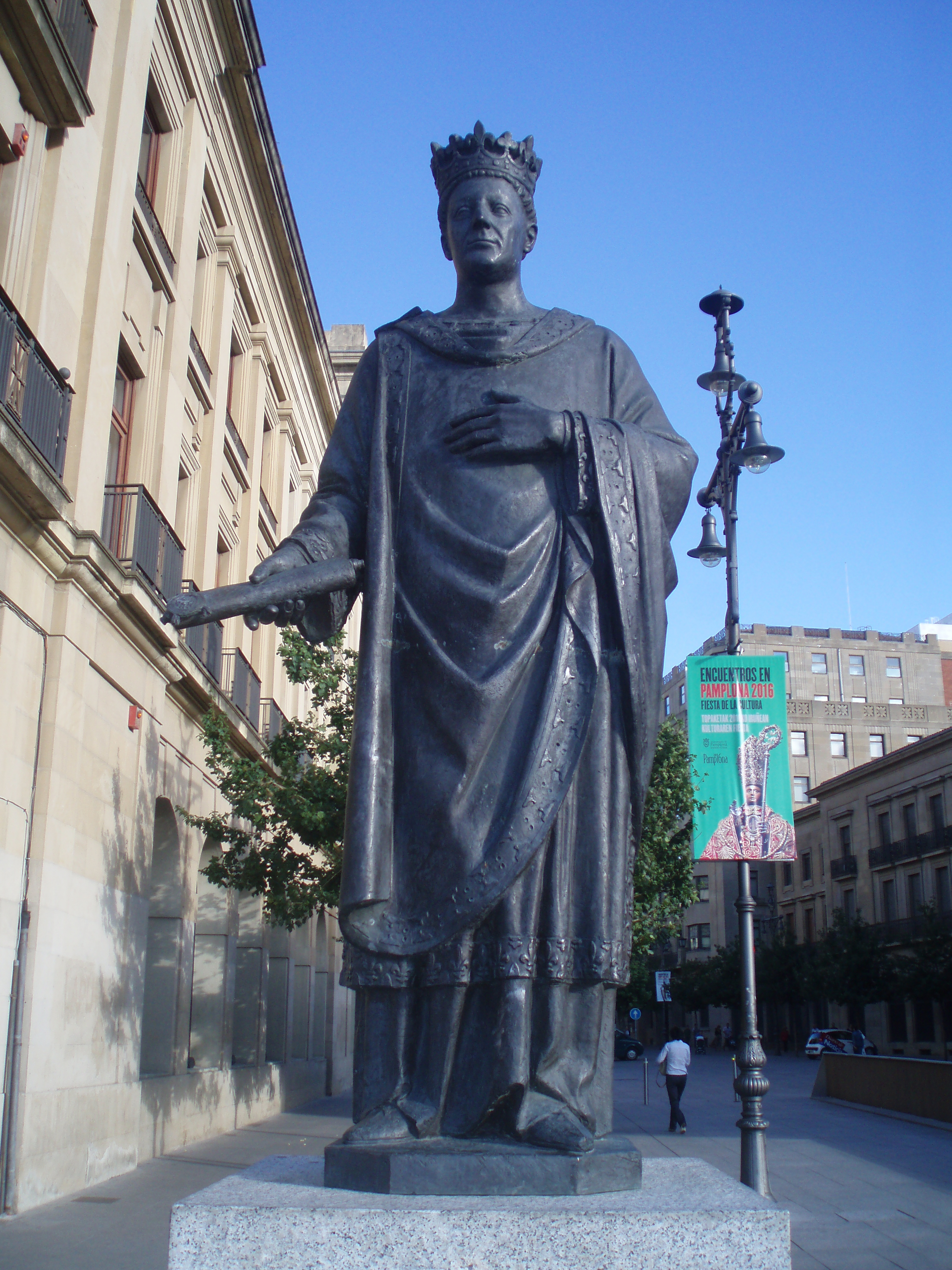
Карл III Благородный 1387-1425 Король Наварры
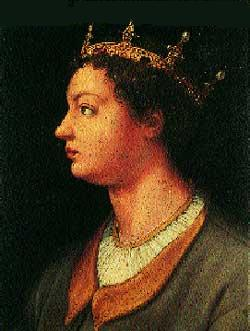
Владислав 1386-1414 Король Неаполя
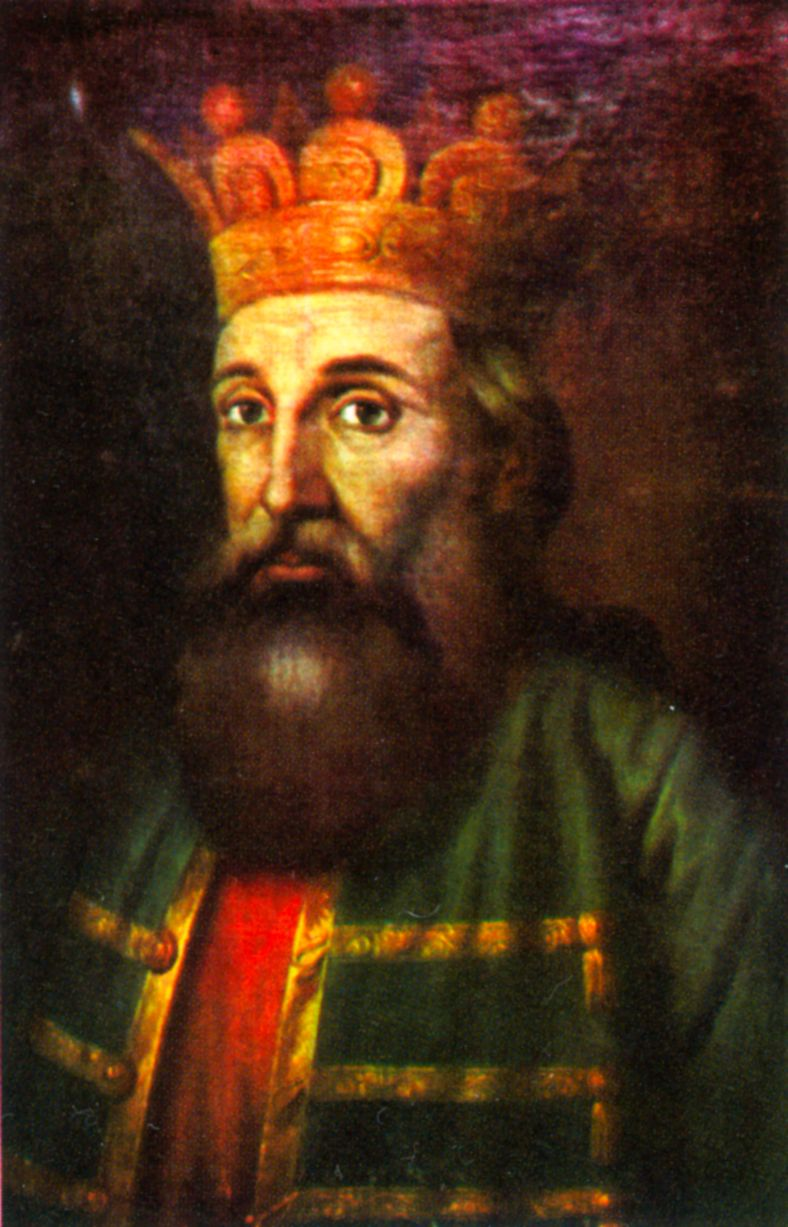
Мирча I Старый 1386-1395,1396-1418 Господарь Валахии
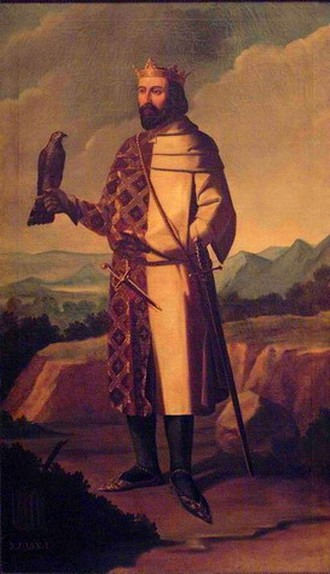
Хуан I Охотник 1387-1396 Король Арагона
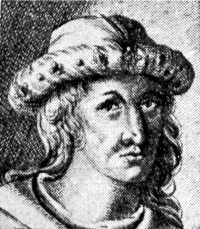
Роберт III 1390-1406 Король Шотландии
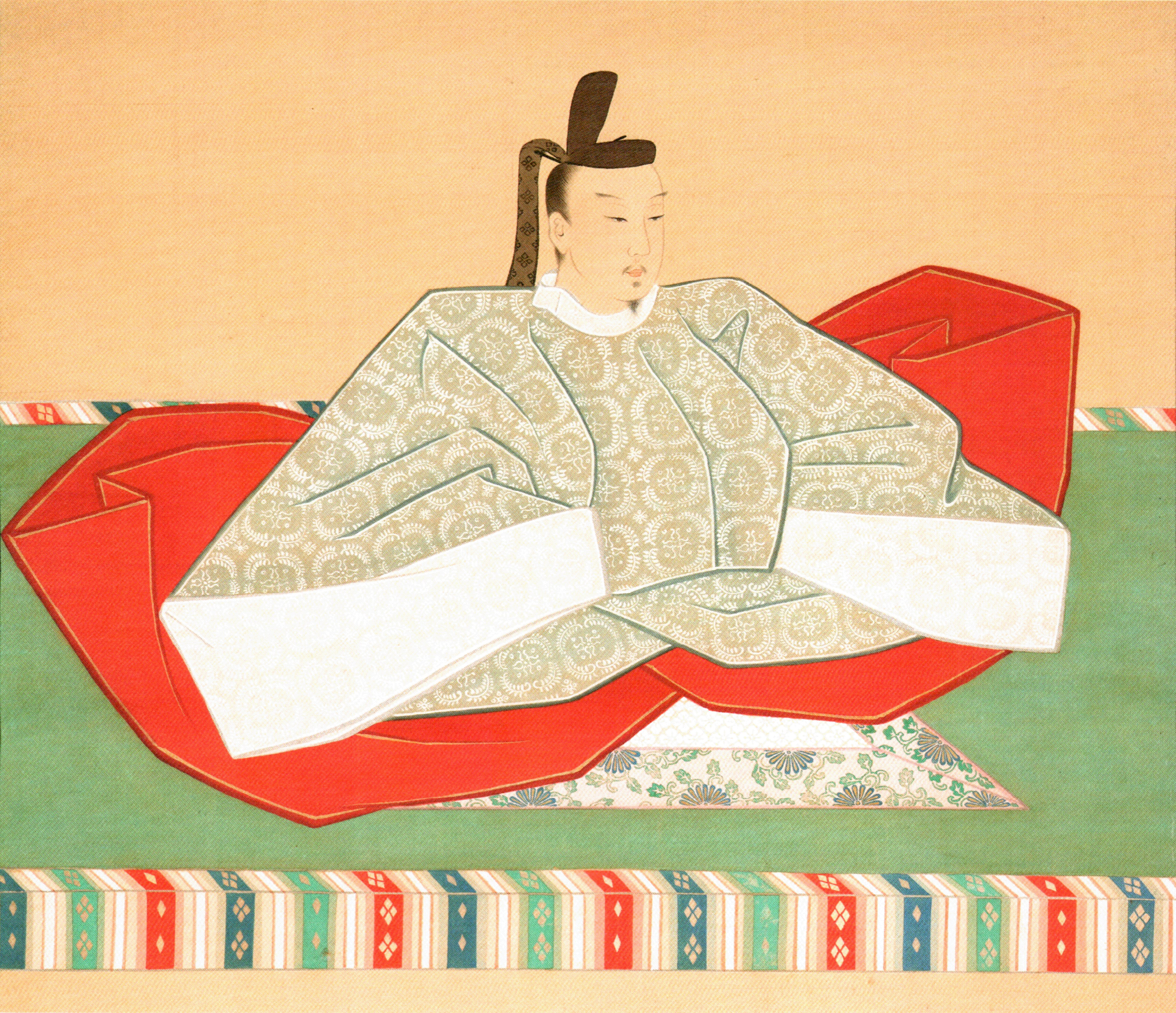
Император Го-Комацу 1392-1412 Император Японии
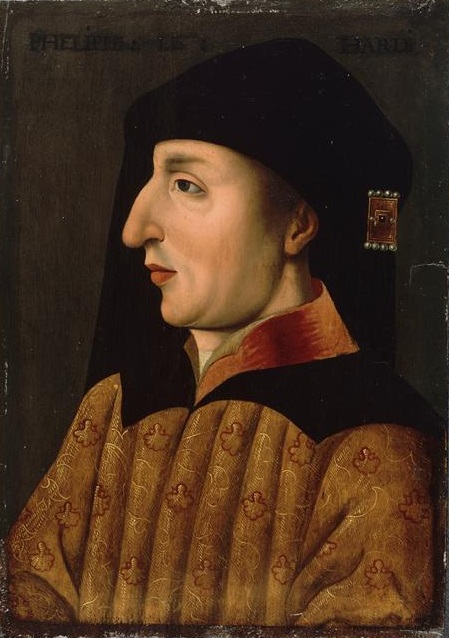
Филипп II Смелый 1363-1404 Герцог Бургундский
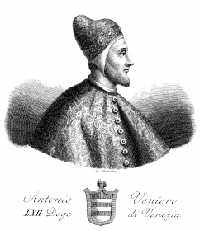
Антонио Веньер 1382-1400 Дож Венеции
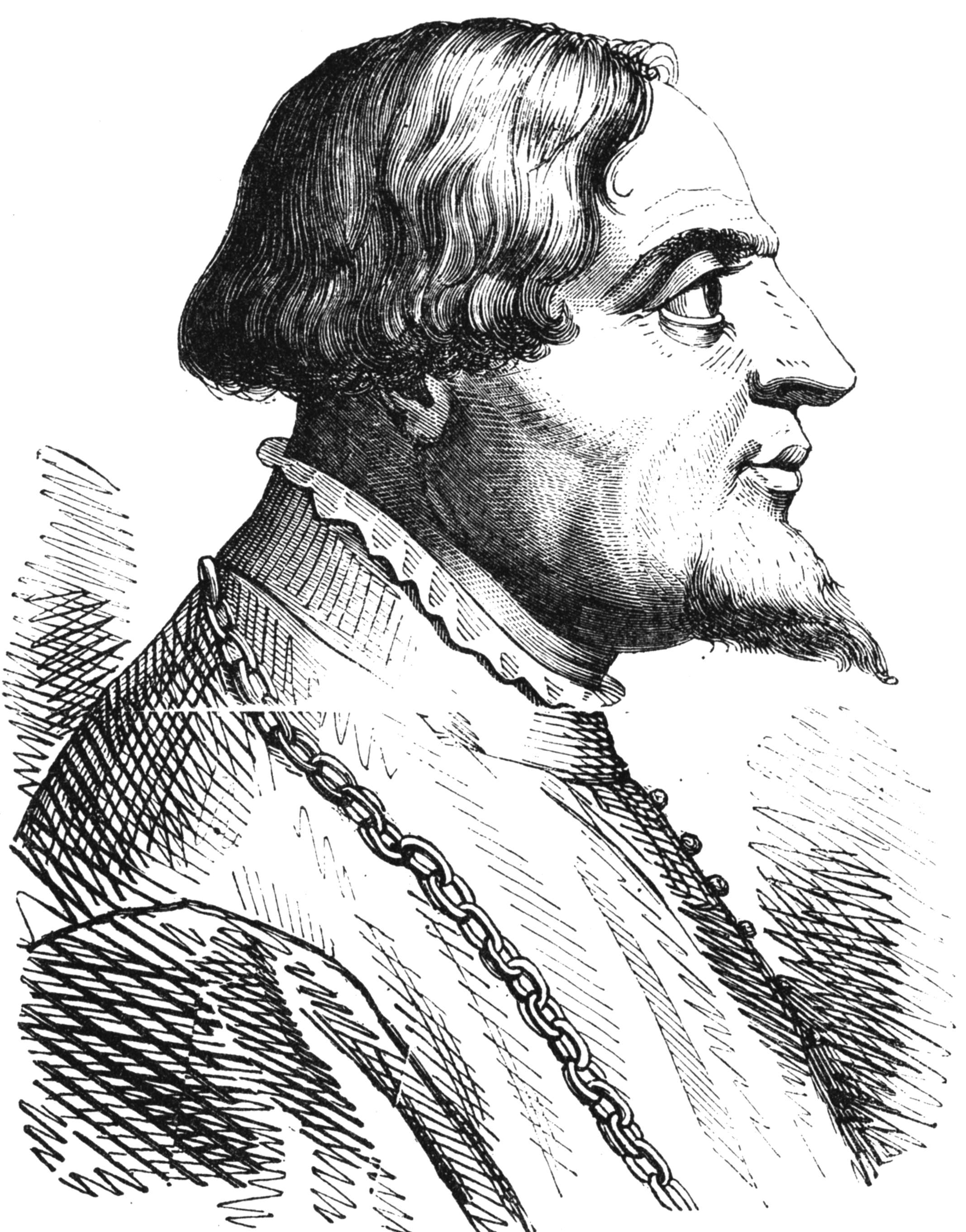
Джан Галеаццо Висконти 1395-1402 Герцог Миланский
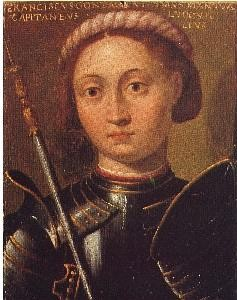
Франческо I Гонзага 1382-1407 Народный капитан Мантуи
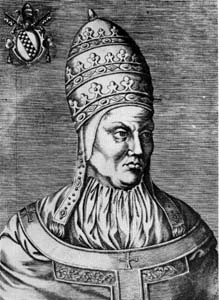
Бонифаций IX 1389-1404 Папа Римский
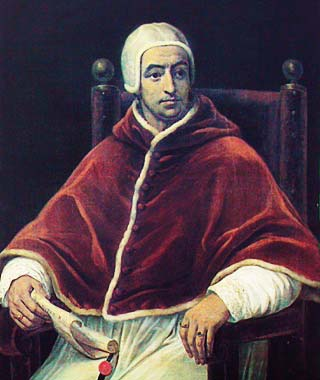
Бенедикт XIII 1394-1423 Антипапа